# Burmeistera resupinata
Burmeistera resupinata är en klockväxtart som beskrevs av Alexander Zahlbruckner. Burmeistera resupinata ingår i släktet Burmeistera och familjen klockväxter. IUCN kategoriserar arten globalt som starkt hotad.
Artens utbredningsområde är Ecuador.

## Underarter
Arten delas in i följande underarter:
- B. r. heilbornii
- B. r. resupinata